# Ziena
Ziena é uma vila e sede da comuna rural de Fagui, na circunscrição de Cutiala, na região de Sicasso ao sul do Mali.